# دیوید پولیتزر
هیو دیوید پولیتزر (به انگلیسی: Hugh David Politzer) (زادهٔ ۳۱ اوت ۱۹۴۹) دانشمند آمریکایی فیزیک نظری است که در سال ۲۰۰۴ او و گروه گراس و ویلچک باهم جایزهٔ نوبل فیزیک را از آن خود کردند. این جایزه برای کشف آزادی مجانبی در کرومودینامیک کوانتومی به آن‌ها داده شد.

## زندگی
دیوید پولیتزر در سال ۱۹۴۹ در نیویورک سیتی در خانواده‌ای با ریشهٔ اسلواکی به دنیا آمد. او در سال ۱۹۶۹ مدرک کارشناسی خود را از دانشگاه میشیگان و در سال ۱۹۷۴ مدرک دکتری خود را از دانشگاه هاروارد دریافت می‌کند.
پولیتزر در نخستین مقاله‌ای که منتشر می‌کند، در سال ۱۹۷۳، پدیدهٔ آزادی مجانبی را توضیح می‌دهد. در این پدیده می‌بینیم که هرچه کوارک‌ها به یکدیگر نزدیک تر می‌شوند نیروی هسته‌ای قوی میان‌ها ضعیف تر می‌شود. حال اگر این ذرات بی‌نهایت به یکدیگر نزدیک شوند نیروی هسته‌ای میان آن‌ها به سمت صفر می‌رود و آنان از آن پس مانند ذره‌های آزاد رفتار می‌کنند. کشف این رفتار که از نتایج یک مطالعهٔ مستقل در پرینستون بود، هم‌زمان از سوی این دانشگاه نیز ارائه می‌گردد. یافتن این پدیده کمکی بزرگی به توسعهٔ کرومودینامیک کوانتومی می‌کند. همچنین پولیتزر کانون تحقیقات در زمینهٔ پیش‌بینی وجود ذره‌ای زیراتمی با نام چارمونیم داشت. این ذرهٔ زیراتمی از کوارک افسون و یک پادذره تشکیل شده‌است.
پولیتزر در سال ۱۹۷۷ به مؤسسه فناوری کالیفرنیا (Caltech) پیوست. هم‌اکنون او استاد فیزیک نظری در این موسسه‌است. وی در سال ۱۹۸۹ در فیلم مرد چاق و پسر کوچک نقش یک فیزیکدان با نام رابرت سِربر را داشت که با پروژهٔ منهتن همکاری می‌کند. نقش او در این فیلم بسیار کوتاه بود.